# イヴァーノ・ボネッティ
イヴァーノ・ボネッティ（Ivano Bonetti, 1964年8月1日 - ）は、イタリアの元サッカー選手、サッカー指導者。ポジションはミッドフィールダー。
兄のダリオ・ボネッティも元サッカー選手である。

## 経歴
地元クラブのブレシア・カルチョでキャリアをスタートし、UCサンプドリア時代にはセリエA 1990-1991で優勝、翌シーズンには兄ダリオと共にUEFAチャンピオンズカップ 1991-92 決勝進出に貢献した。その後はグリムズビー・タウンFC、トレンメア・ローヴァーズFC、クリスタル・パレスFCとイングランドのクラブを渡り歩いた。